# Xenophysogobio boulengeri
Xenophysogobio boulengeri es una especie de peces de la familia Cyprinidae en el orden de los Cypriniformes. La otra especie perteneciente al género Xenophysogobio es Xenophysogobio nudicorpa.

## Morfología
- Los machos pueden llegar alcanzar los 12,1 cm de longitud total.[1][2]

## Hábitat
Es un pez de agua dulce y de clima templado.

## Distribución geográfica
Se encuentra en la China.